# Chartreuse de Legnica
Ne doit pas être confondu avec Chartreuse de Lechnica.
La chartreuse de Legnica, parfois appelé chartreuse de Liegnitz, ou chartreuse de la Passion du Christ, Carthusienses domus passionis Christi en latin, est un ancien monastère chartreux à Liegnitz , aujourd'hui Legnica dans la Voïvodie de Basse-Silésie dans le sud-ouest de la Pologne .

## Historique
La chartreuse de la Passion du Christ est fondée en 1423 par le duc Louis II de Brzeg, dans une banlieue de Liegnitz, avec des moines venus d'Erfurt. Le chapitre général l’incorpore en 1427 à la province d'Allemagne inférieure. Elle appartient à la province de Saxe en 1432, mais le duc obtient en 1433 l’annulation de cette mesure.
En 1428, les Hussites la détruise avec la banlieue de Liegnitz. La reconstruction est retardée en raison des guerres hussites. L'église du monastère ne peut être consacrée qu'en 1449, après la fin d’un conflit qui oppose la chartreuse à l’évêque de Constance exigeant l’exhumation du duc, mort excommunié pour affaire de dettes impayées.
En 1534, le duc Frédéric II de Liegnitz, publie un décret introduisant la Réforme dans son duché, fief de la couronne de Bohême. En 1536, il interdit l'entrée du visiteur Petrus Golitz, qui devait choisir un prieur. En 1540, l'Ordre des Chartreux doit renoncer à sa chartreuse de Liegnitz. En raison, semble-t-il, de la menace des guerres ottomanes en Europe, tous les bâtiments hors des murs de la ville, y compris la chartreuse, doivent être détruits. Les moines doivent déménager dans l'ancien monastère dominicain de Breslauer Tor, qui abrite désormais des bénédictines. Les chartreux y vivent des revenus de leur monastère et font office de pasteurs pour les religieuses. Ils ne sont plus autorisés à accepter des novices, la disparition de la chartreuse ne peut être empêchée.
Les livres de la chartreuse sont envoyés à la bibliothèque de la cathédrale Saint-Pierre-Saint-Paul et les archives du monastère confisquées sont probablement aux archives du château de Liegnitz (Piastenschloss). Les ossements du couple de ducs enterrés dans l'église du monastère et leurs descendants ont été transférés dans l'ancienne église Saint-Jean-Baptiste, qui servait d'église du château.
En 1547, la chartreuse et sa dotation reviennent à Frédéric III de Legnica. A cette époque, les bâtiments ont déjà été démolis. Le dernier moine Paul Tuchscherer décède en 1559.
À la place de la chartreuse était le quartier appelé Carthause (Chartreuse, en allemand), plus tard Liegnitz-Ost. En 1905-1908, l'Église Saint-Hyacinthe de Legnica, temple protestant dédié initialement à la mémoire de l'empereur Frédéric III, y est construite selon les plans de l'architecte berlinois Oskar Hossfeld. Après le transfert de la Silésie à la Pologne en 1945/1946, la communauté protestante s'est retiré et sert d'église paroissiale de la Sainte Trinité comme église catholique.

## Prieurs
Le prieur est le supérieur d'une chartreuse, élu par ses comprofès ou désigné par les supérieurs majeurs.
- Henricus Frölich (†1423), procureur d'Erfurt, premier recteur.
- 1427 : Petrus de Andernach (†1437), profès d'Erfurt, recteur puis prieur en  1427.
- 1445-?: Joannes Ostraw de Bromberg ou Johannes Osteroco (†1474), profès d’Erfurt puis prieur de la chartreuse de Tückelhausen (1437-1439), devient ensuite prieur à Liegnitz [3].
- 1467 et 1469 : Nicolaus Balderstete (†1479/80).
- 1469 : Marc, avant prieur de Seiz
- 1469–1477 et 1499 : Jodocus ou Jost ou Josse Christen (†1500), recteur de Konradsburg (1477), prieur de Crimmitschau (1478) et d'Erfurt.

## Moines notables
- Hieronymus Broenich (†1474), auteur de plusieurs sermons sur Marie, qui ont été publiés [4]
- Bernhard von Eger ( Bernardus de Egra , † 1493) a écrit un dialogue sur les louanges et les miracles de Marie.